# Andrew Kehoe
Andrew Philip Kehoe, född 1 februari 1872, död 18 maj 1927, var en amerikansk bonde, kassör och massmördare, som genomförde Bath School-massakern 1927. Kehoe begick självmord under massakern som totalt tog 45 liv.